# Otto Tausk
Otto Tausk (Utrecht, 1970) is een Nederlands dirigent.

## Opleiding
Tausk studeerde viool bij Viktor Liberman en István Párkányi. Hij studeerde orkestdirectie bij Jurjen Hempel en Kenneth Montgomery. Daarna studeerde hij verder bij de Litouwse dirigent en pedagoog Jonas Aleksa aan het conservatorium van Vilnius.

## Loopbaan
Tausk was van 2001 tot 2007 vaste dirigent van het Ensemble MAE. Hij leidde ook enige tijd het door Utrechtse studenten opgerichte strijkorkest Zoroaster. Daaraan voorafgaand was hij vier jaar lang assistent van Valeri Gergiev bij het Rotterdams Philharmonisch Orkest. Tausk maakte zijn debuut als invaller voor Gergiev bij diens orkest van het Mariinskitheater tijdens het Gergiev Festival in 2003. In 2004 maakte Tausk zijn debuut bij het Rotterdams Philharmonisch Orkest (met de symfonie nr. 5 van Tsjaikovski).
Van 2007 tot aan de opheffing in 2012 was Tausk chef-dirigent van Holland Symfonia. In 2012 maakte hij zijn debuut bij zowel het Koninklijk Concertgebouworkest als het Los Angeles Philharmonic, waar hij het seizoens-openingsconcert dirigeerde van de Green Umbrella-serie met de wereldpremiere van chants oubliés van Georg Friedrich Haas. In juni 2006 leidde Tausk een productie van De Nederlandse Opera van de première van de opera After Life van Michel van der Aa, de opening van het Holland Festival van dat jaar.
Van 2013 tot 2018 was hij chef-dirigent van het orkest en de opera van Sankt Gallen, Zwitserland. Tausk dirigeerde verder concerten in de zaterdagmatinee in het Concertgebouw in Amsterdam met de wereldpremière van de kameropera Protesilaos en Laodamia van Rudolf Escher in 2004, de laatste opera Des Esels Schatten van Richard Strauss en in 2019 de Nederlandse première van In excelsis van Alexander Raskatov met violiste Maria Milstein en het Radio Filharmonisch Orkest. Verder dirigeerde hij het Nieuw Ensemble en het Asko Ensemble. 
In het buitenland is Tausk regelmatig als gastdirigent actief: in Australië en Nieuw-Zeeland werkte hij met de orkesten van Perth, Adelaide, Auckland en Hobart. In Duitsland met die van Bremen, Herford, Dortmund, Rheinland Pfaltz, Chemnitz en Halle. Verder staat hij met regelmaat voor de orkesten van Antwerpen (Antwerp Symphony Orchestra), Glasgow (BBC Scottish), Orchestre Philharmonique de Luxembourg en meerdere orkesten in Zweden. Ook is hij elk jaar te gast bij het Nationaal Philharmonisch Orkest van Rusland. Hij maakte een cd-opname met de MusikFabrik in Keulen met werk van Pierre Boulez.
In 2012 en 2014 was hij juryvoorzitter bij het AVRO-televisieprogramma Maestro.
Per 1 juli 2018 is Tausk chef-dirigent van het Vancouver Symphony Orchestra als opvolger van Bramwell Tovey. In september 2020 werd zijn contract verlengd met vier jaar. Tegelijk werd zijn benoeming (per direct) bekendgemaakt tot chef-dirigent van Phion, het fusieorkest van Het Gelders Orkest en het Orkest van het Oosten. Na twee jaar legde hij het chef-dirigentschap van Phion in 2022 neer.
Op 15 februari 2024 dirigeerde Tausk het Concertgebouworkest in de succesvolle concertante Nederlandse première van de opera Het pand der goden uit 1906 van de Surinaamse componist Johannes Nicolaas Helstone.

## Prijzen en onderscheidingen
Tausk won de eerste prijs 'con onore' ("met eer") en de Emma Contestabile-prijs aan de Accademia Musicale Chigiana, de dirigentencursus in Siena, Italië. Op het dirigentenconcours van Besançon kreeg hij de operaprijs voor Mozarts Così fan tutte. Tijdens het Gergiev Festival in 2002 in Rotterdam werd Tausk als enige Nederlander uitgekozen om deel te nemen aan de masterclass van Valeri Gergiev, waarna hem de Kersjes directiebeurs werd toegekend.